# Oscarsgalan 2004
Oscarsgalan 2004 var den 76:e upplagan av Academy Awards. Den hölls den 29 februari och belönade insatser gjorda inom film under 2003. Årets värd var Billy Crystal. Sagan om konungens återkomst blev galans stora vinnare med 11 Oscars, vilket är ett rekord den delar med Ben-Hur och Titanic.

## Vinnare och nominerade
Vinnarna listas i fetstil.
| Bästa film | Bästa regi |
| --- | --- |

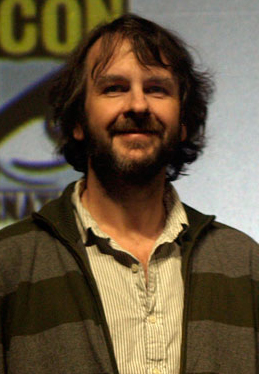
Peter Jackson, bästa film, bästa regissör och bästa manus efter förlaga

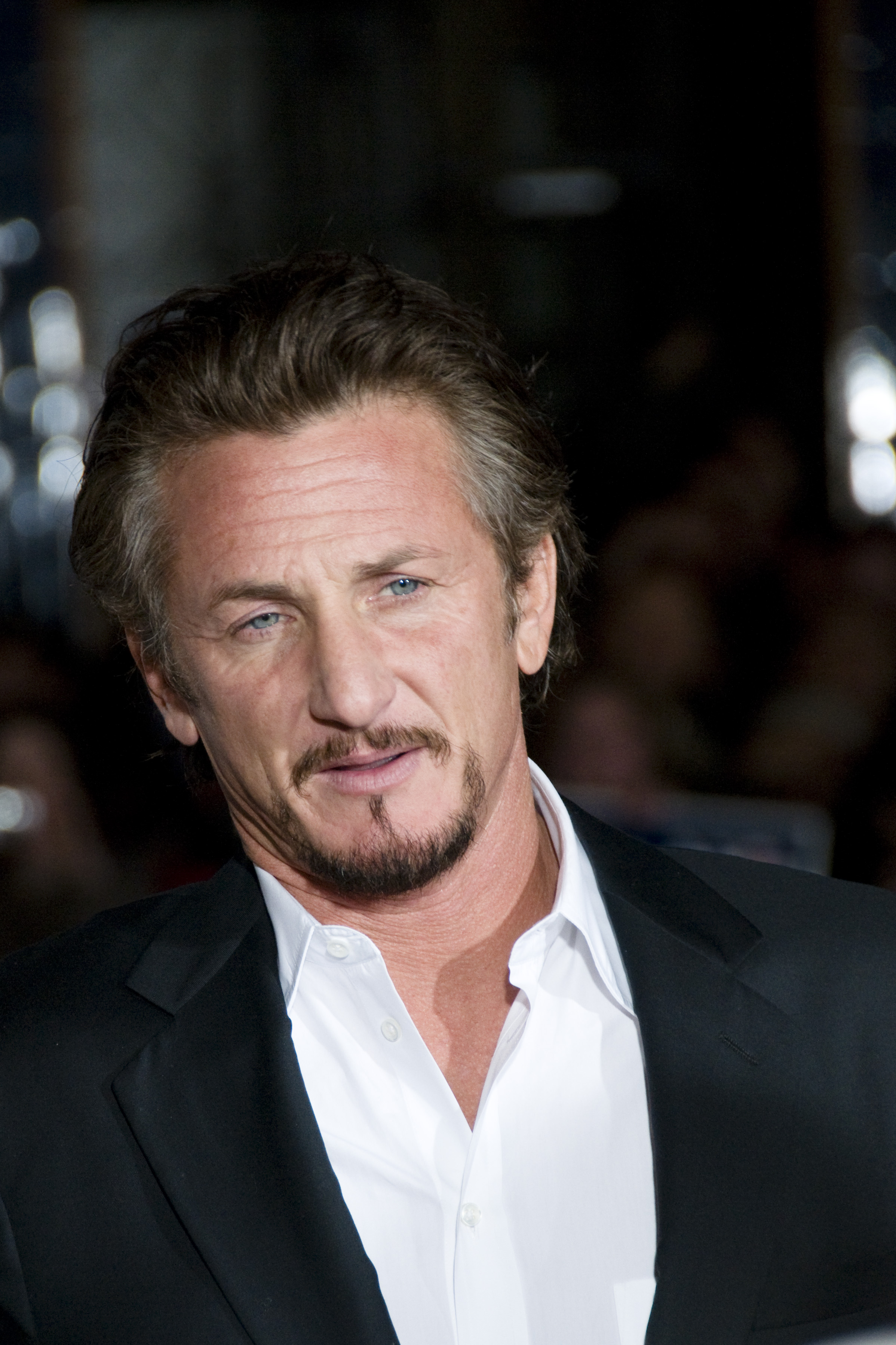
Sean Penn, bästa manliga huvudroll

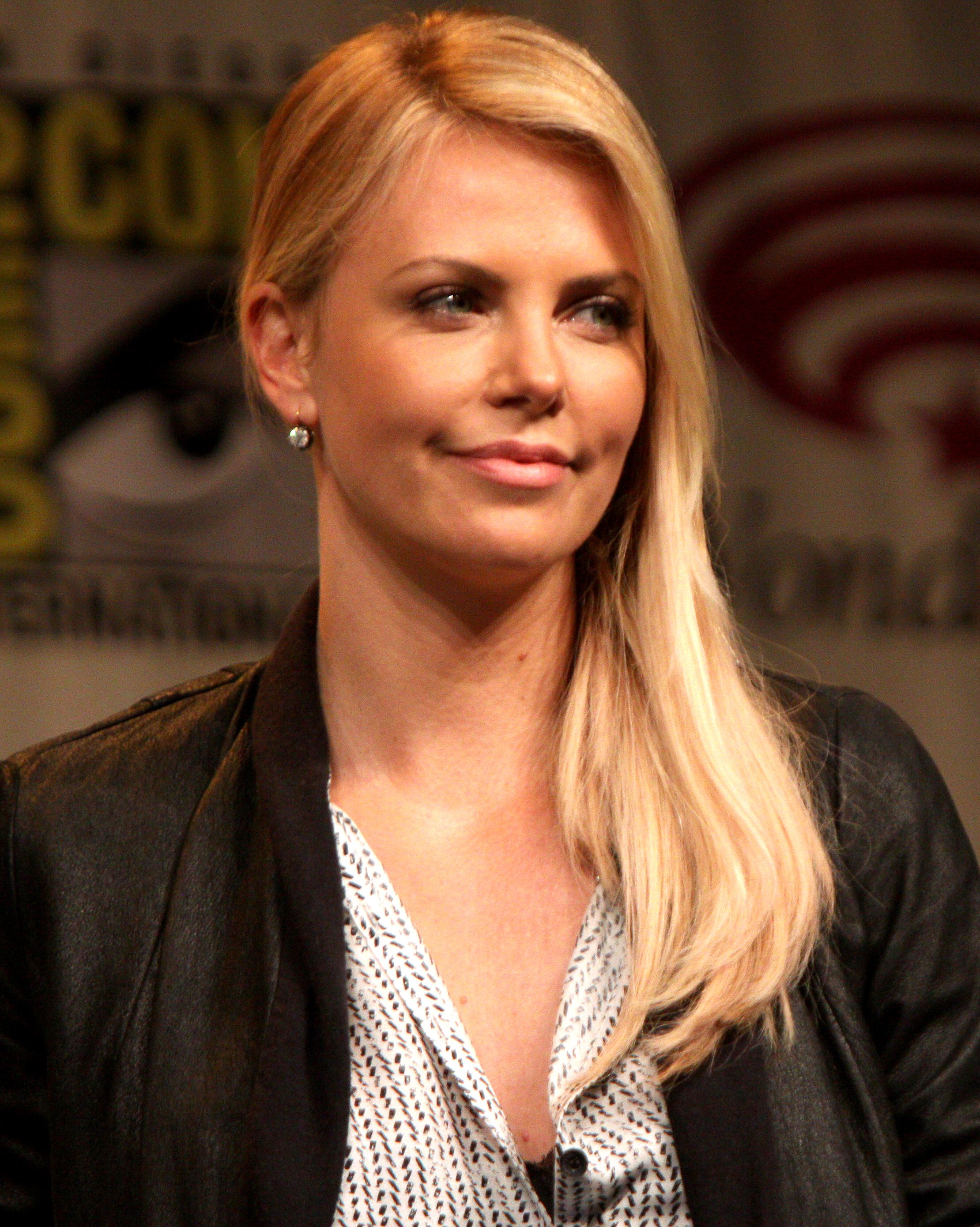
Charlize Theron, bästa kvinnliga huvudroll

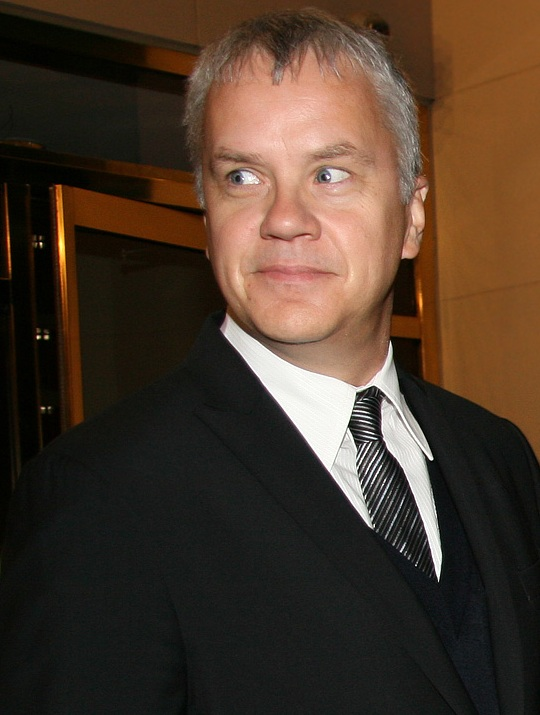
Tim Robbins, bästa manliga biroll

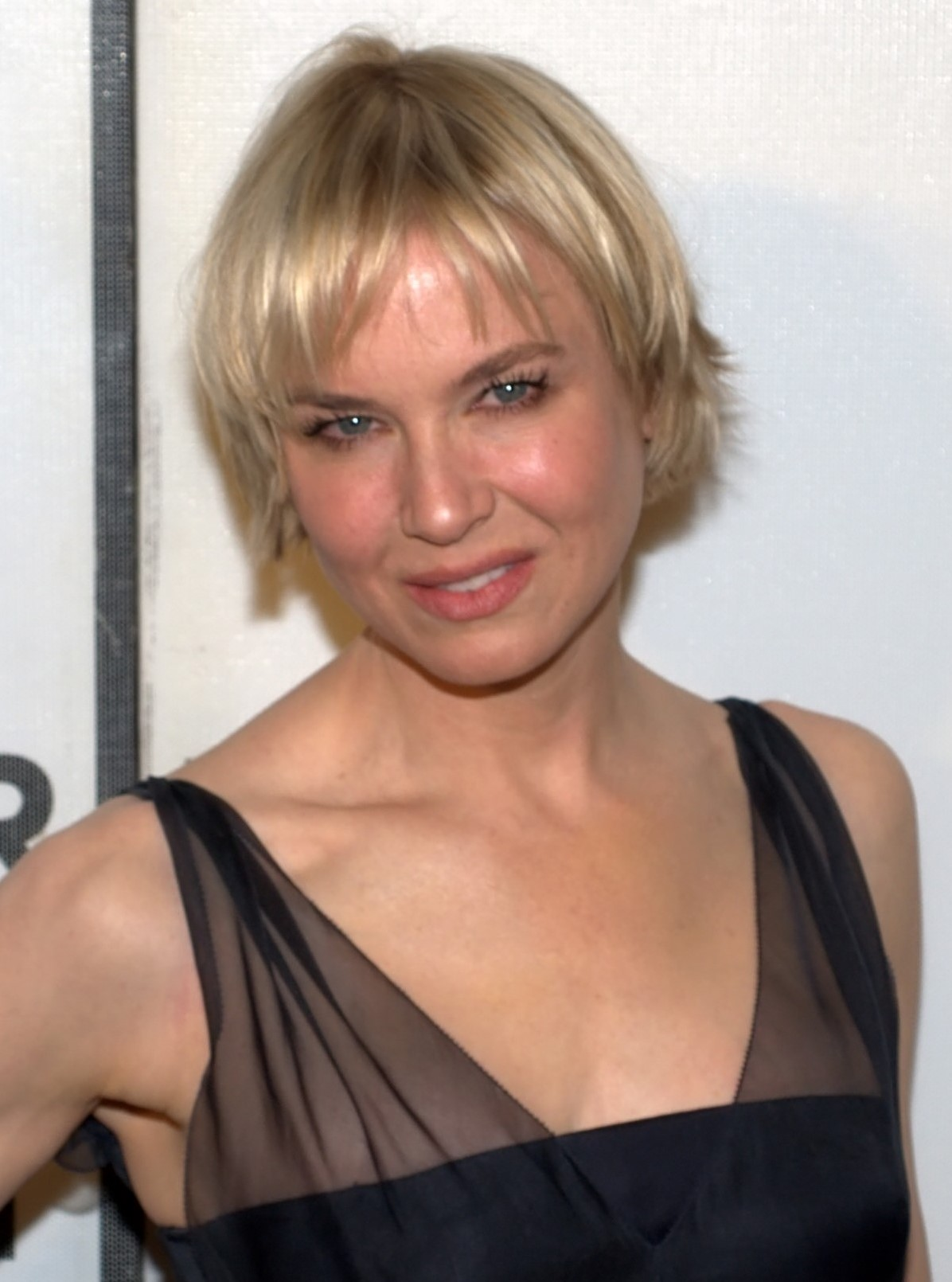
Renée Zellweger, bästa kvinnliga biroll

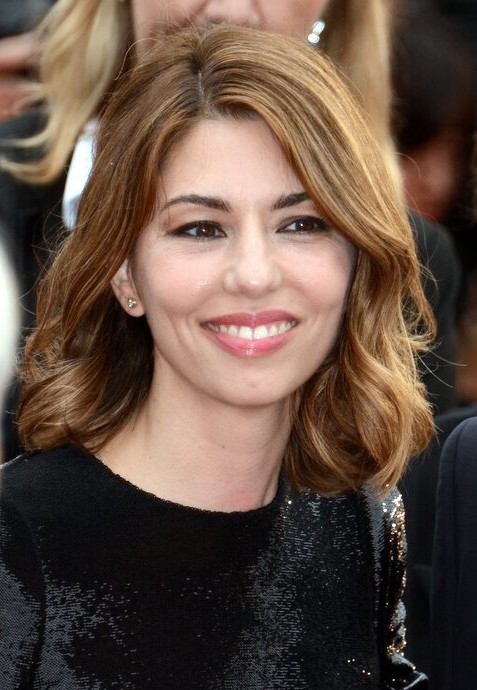
Sofia Coppola, bästa originalmanus

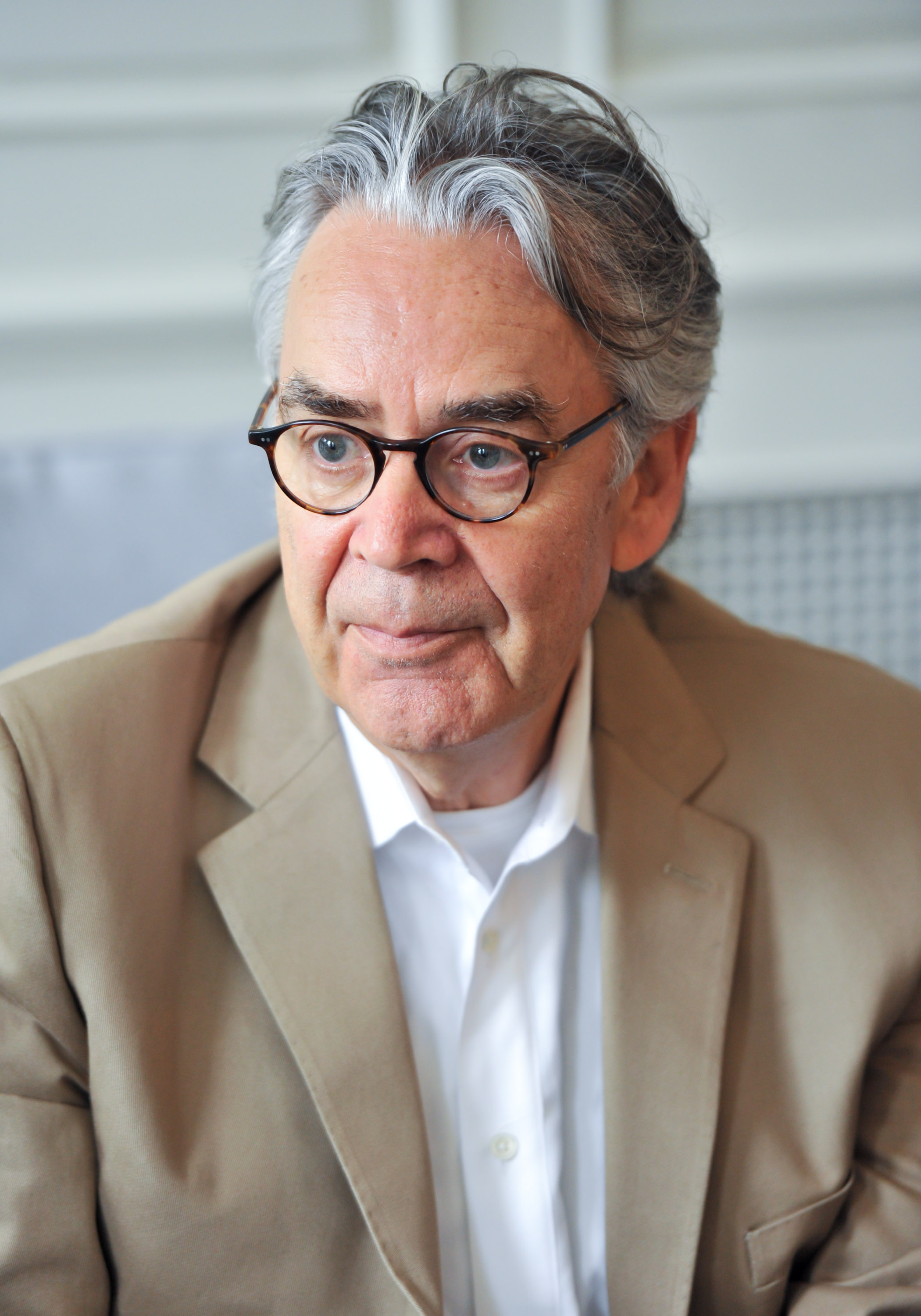
Howard Shore, bästa filmmusik

| - Sagan om konungens återkomst – Peter Jackson, Fran Walsh, Barrie M. Osborne - Lost in Translation – Sofia Coppola, Ross Katz - Master and Commander - Bortom världens ände – Samuel Godwyn, Jr., Peter Weir, Duncan Henderson - Mystic River – Clint Eastwood, Judie C. Hoyt, Robert Lorenz - Seabiscuit – Kathleen Kennedy, Frank Marshall, Gary Ross | - Peter Jackson – Sagan om konungens återkomst - Sofia Coppola – Lost in Translation - Clint Eastwood – Mystic River - Fernando Meirelles – Guds stad - Peter Weir – Master and Commander - Bortom världens ände |
| Bästa manliga huvudroll | Bästa kvinnliga huvudroll |
| - Sean Penn – Mystic River som Jimmy Markum - Johnny Depp – Pirates of the Caribbean: Svarta Pärlans förbannelse som Jack Sparrow - Ben Kingsley – Ett hus av sand och dimma som Massoud Amir Behrani - Jude Law – Åter till Cold Mountain som W. P. Inman - Bill Murray – Lost in Translation som Bob Harris                                            | - Charlize Theron – Monster som Aileen Wuornos - Keisha Castle-Hughes – Whale Rider som Paikea Apirana - Diane Keaton – Galen i kärlek som Erika Berry - Samantha Morton – Drömmarnas land som Sarah Sullivan - Naomi Watts – 21 gram som Cristina "Cris" Williams Peck |
| Bästa manliga biroll | Bästa kvinnliga biroll |
| - Tim Robbins – Mystic River som Dave Boyle - Alec Baldwin – The Cooler som Shelley Kaplow - Benicio del Toro – 21 gram som Jack Jordan - Djimon Hounsou – Drömmarnas land som Mateo Kuamey - Ken Watanabe – Den siste samurajen som Lord Moritsugu Katsumoto                                                                                            | - Renée Zellweger – Åter till Cold Mountain som Ruby Thewes - Shohreh Aghdashloo – Ett hus av sand och dimma som Nadereh Behrani - Patricia Clarkson – Pieces of April som Joy Burns - Marcia Gay Harden – Mystic River som Celeste Boyle - Holly Hunter – Tretton som Melanie Freeland |
| Bästa originalmanus | Bästa manus efter förlaga |
| - Lost in Translation – Sofia Coppola - Dirty Pretty Things – Steven Knight - Hitta Nemo – Andrew Stanton, Bob Peterson and David Reynolds - Drömmarnas land – Jim Sheridan, Naomi Sheridan and Kirsten Sheridan - The Barbarian Invasions – Denys Arcand                                                                                                | - Sagan om konungens återkomst – Peter Jackson, Fran Walsh och Philippa Boyens - American Splendor – Shari Springer Berman och Robert Pulcini - Guds stad – Bráulio Mantovani - Mystic River – Brian Helgeland - Seabiscuit – Gary Ross |
| Bästa animerade film | Bästa utländska film |
| - Hitta Nemo – Andrew Stanton - Björnbröder – Aaron Blaise and Robert Walker - Trion från Belleville – Sylvain Chomet | - De barbariska invasionerna (Kanada) – Denys Arcand - Ondskan (Sverige) – Mikael Håfström - The Twilight Samurai (Japan) – Yôji Yamada - Tvillingsystrar (Nederländerna) – Ben Sombogaart - Želary (Tjeckien) – Ondřej Trojan |
| Bästa dokumentär | Bästa kortfilmsdokumentär |
| - The Fog of War: Eleven Lessons from the Life of Robert S. McNamara – Errol Morris och Michael Williams - Balseros – Carlos Bosch och Josep Maria Domenech - The Friedmans – Andrew Jarecki och Marc Smerling - My Architect – Nathaniel Kahn och Susan Rose Behr - The Weather Underground – Sam Green och Bill Siegel                                 | - Chernobyl Heart – Maryann DeLeo - Asylum – Sandy McLeod och Gini Reticker - Ferry Tales – Katja Esson |
| Bästa kortfilm | Bästa animerade kortfilm |
| - Two Soldiers – Aaron Schneider och Andrew J. Sacks - Die Rote Jacke (The Red Jacket) – Florian Baxmeyer - Most (The Bridge) – Bobby Garabedian och William Zabka - Squash – Lionel Bailliu - (A) Torzija – Stefan Arsenijevic | - Harvie Krumpet – Adam Elliot - Boundin' – Bud Luckey - Destino – Dominique Monfery och Roy Edward Disney - Gone Nutty – Carlos Saldanha och John C. Donkin - Nibbles – Christopher Hinton |
| Bästa filmmusik | Bästa sång |
| - Sagan om konungens återkomst – Howard Shore - Big Fish – Danny Elfman - Åter till Cold Mountain – Gabriel Yared - Ett hus av sand och dimma – James Horner - Hitta Nemo – Thomas Newman | - "Into the West" från Sagan om konungens återkomst – Musik och text av Fran Walsh, Howard Shore och Annie Lennox - "A Kiss at the End of the Rainbow" från A Mighty Wind – Musik och text av Michael McKean och Annette O'Toole - "You Will Be My Ain True Love" från Åter till Cold Mountain – Musik och text av Sting - "Scarlet Tide" från Åter till Cold Mountain – Musik och text av T Bone Burnett och Elvis Costello - "Belleville Rendez-vous" från Trion från Belleville – Musik av Benoît Charest; Text av Sylvain Chomet |
| Bästa ljudredigering | Bästa ljud |
| - Master and Commander - Bortom världens ände – Richard King - Pirates of the Caribbean: Svarta Pärlans förbannelse – Christopher Boyes och George Watters II - Hitta Nemo – Gary Rydstrom och Michael Silvers | - Sagan om konungens återkomst – Christopher Boyes, Michael Semanick, Michael Hedges och Hammond Peek - Den siste samurajen – Andy Nelson, Anna Behlmer och Jeff Wexler - Seabiscuit – Andy Nelson, Anna Behlmer och Tod A. Maitland - Pirates of the Caribbean: Svarta Pärlans förbannelse – Christopher Boyes, David Parker, David E. Campbell och Lee Orloff - Master and Commander - Bortom världens ände – Paul Massey, Doug Hemphill och Art Rochester                                                                         |
| Bästa scenografi | Bästa foto |
| - Sagan om konungens återkomst – Grant Major, Dan Hennah och Alan Lee - Flicka med pärlörhänge – Ben Van Os och Cecile Heideman - Seabiscuit – Jeannine Oppewall och Leslie Pope - Den siste samurajen – Lilly Kilvert och Gretchen Rau - Master and Commander - Bortom världens ände – William Sandell och Robert Gould                                 | - Master and Commander - Bortom världens ände – Russell Boyd - Guds stad – Cesar Charlone - Flicka med pärlörhänge – Eduardo Serra - Seabiscuit – John Schwartzman - Åter till Cold Mountain – John Seale |
| Bästa smink | Bästa kostym |
| - Sagan om konungens återkomst – Richard Taylor och Peter King - Pirates of the Caribbean - Svarta pärlans förbannelse – Ve Neill och Martin Samuel - Master and Commander - Bortom världens ände – Edouard Henriques III och Yolanda Toussieng | - Sagan om konungens återkomst – Ngila Dickson och Richard Taylor - Flicka med pärlörhänge – Dien van Straalen - Seabiscuit – Judianna Makovsky - Den siste samurajen – Ngila Dickson - Master and Commander - Bortom världens ände – Wendy Stites |
| Bästa klippning | Bästa specialeffekter |
| - Sagan om konungens återkomst – Jamie Selkirk - Guds stad – Daniel Rezende - Master and Commander - Bortom världens ände – Lee Smith - Åter till Cold Mountain – Walter Murch - Seabiscuit – William Goldenberg | - Sagan om konungens återkomst – Jim Rygiel, Randall William Cook, Alex Funke och Joe Letteri - Master and Commander - Bortom världens ände – Dan Sudick, Stefen Fangmeier, Nathan McGuinness och Robert Stromberg - Pirates of the Caribbean: Svarta Pärlans förbannelse – John Knoll, Hal Hickel, Charles Gibson och Terry Frazee |

### Hederspris
- Blake Edwards

### Filmer med fler än en nominering
- 11 nomineringar: Sagan om konungens återkomst
- 10 nomineringar: Master and Commander - Bortom världens ände
- 7 nomineringar: Åter till Cold Mountain, Seabiscuit
- 6 nomineringar: Mystic River
- 5 nomineringar: Pirates of the Caribbean - Svarta pärlans förbannelse
- 4 nomineringar: Guds stad, Hitta Nemo, Den siste samurajen, Lost in Translation
- 3 nomineringar: Flicka med pärlörhänge, Ett hus av sand och dimma, Drömmarnas land
- 2 nomineringar: De barbariska invasionerna, Trion från Belleville, 21 gram

### Filmer med fler än en vinst
- 11 vinster: Sagan om konungens återkomst
- 2 vinster: Master and Commander - Bortom världens ände, Mystic River